# 根室新聞
根室新聞（ねむろしんぶん）は、北海道根室振興局管内で発行されていた夕刊の地方新聞。日本最東端の地方新聞社である根室新聞社（根室市）が刊行していたが、2021年（令和3年）3月31日付で休刊した。
なお本項では、同じ根室管内を対象に発行していた日刊新聞ネムロニュースについても記述する。

## 根室新聞
1947年1月6日に創刊。源流は1889年創刊の言論雑誌で、第二次世界大戦中は北海道新聞と統合されていた。
1部売りは80円で根室駅などで購入できた。購読料は1か月2,000円。夕刊発行のため、最終面のテレビ欄には発行当日午後6時以降の番組表と翌日午後6時までが掲載されていた。また、2010年11月時点では、数少ない元号・漢数字表記の新聞で、題字上の年号表記も元号のみであった。
2021年2月に無期限の休刊を発表。記者人材の確保が困難になったことが最大の理由とされる。一方、地域の人口減やコロナ禍による広告料収入の減少を受けた事実上の廃刊との見方もある。

## ネムロニュース
根室市内の風力発電会社「CEF」が母体となり、2021年10月にネムロニュース株式会社として会社設立、2022年3月31日に日刊新聞「ネムロニュース」を創刊。ホームページ内でも「根室新聞のジャーナリズムを継承」すると表明していた。根室管内の他釧路管内の浜中町・厚岸町をエリアとし、10面建てで公称1000部の発行とした他デジタル版も展開していた。社屋は当初旧根室新聞社のものを転用していたものの、末期には根室市昆布盛のCEF本社内に移転していた。また印刷は釧路新聞社に委託していた。
2025年1月、経営難を理由に同月末限りでの廃刊が発表された。